# Убинья, Луис
Луис Уби́нья (исп. Luis Ignacio Ubiña Olivera; 7 июня 1940 или 7 июля 1940, Монтевидео — 17 июля 2013, Монтевидео) — уругвайский футболист, защитник. Известен по выступлениям за клуб «Рампла Хуниорс» в 1960-е годы и, в большей степени, за «Насьональ». Полуфиналист чемпионата мира 1970 года в составе сборной Уругвая.

## Биография
Убинья — воспитанник школы «Серро», в этой команде он начинал профессиональную карьеру. В 1960 году он перешёл в «Рамплу Хуниорс» и спустя 4 года сумел занять с этой командой второе место в чемпионате Уругвая — это был лучший результат «красно-зелёных» с 1940 года. В следующем году Убинья впервые был вызван в сборную Уругвая. Однако в «Рампле» было практически нереально бороться с гегемонией «Пеньяроля» и «Насьоналя» в борьбе за титулы, поэтому в 1969 году Луис принял предложение «Насьоналя» и перешёл в стан «трёхцветных».
С 1969 по 1972 год «Насьональ» выиграл 4 чемпионата Уругвая подряд, а в 1971 году впервые в своей истории (после трёх проигранных финалов) завоевал Кубок Либертадорес, а затем и Межконтинентальный кубок. В 1973 году Убинья завершил карьеру футболиста.
С 3 января 1965 по 8 июля 1973 года Луис Убинья провёл за сборную Уругвая 30 матчей, в которых забил 1 гол. Вместе с ней он занял 4-е место на чемпионате мира 1970 года (на тот момент за четвёртое место команде вручались бронзовые медали), проведя все 6 матчей, сыгранных Селесте на турнире. Кроме того, Убинья принял участие в чемпионате мира 1966 года в Англии.
По завершении карьеры игрока Убинья отошёл от футбола. По состоянию на 2011 год у Луиса было 5 внуков.

## Титулы и достижения
- Чемпион Уругвая (4): 1969, 1970, 1971, 1972
- Обладатель Кубка Либертадорес: 1971
- Обладатель Межконтинентального кубка: 1971
- 4-е место на чемпионате мира: 1970